# HV-016
HV-016 je elitna enota norveškega Domobranstva, ki je namenjena za boj proti specialnim silam.

## Zgodovina
Enota je bila ustanovljena leta 1987 z namenom delovanja proti sovjetskim specnaz enotam v primeru sovjetskega napada na Norveško. 
Pripadniki so izbrani iz članov Domobranstva; najprej morajo prestati štiridnevni selekcijski proces, dvotedensko usposabljanje in nato še šestmesečno delovanje v enoti, nakar postajo polnopravni pripadniki enote.
Usposobljeni so za varovanje pomembnejših vojaških oseb in poslopij, bližinski boj, neposredno akcijo,... V primeru potreb bi lahko izvajali tudi protiteroristično bojevanje.